# Prințesa Caroline a Danemarcei
Prințesa Caroline a Danemarcei (28 octombrie 1793, Copenhaga – 31 martie 1881, Copenhaga), a fost fiica cea mare a regelui Frederic al VI-lea al Danemarcei. Înainte de căsătorie, neoficial, a fost cunoscută drept "Kronprinsesse Caroline" (Prințesa Moștenitoare Caroline), iar mai târziu drept "Arveprinsesse Caroline" (Prințesă Ereditară a Danemarcei). S-a căsătorit cu verișorul primar al tatălui ei, Ferdinand, Prinț Ereditar al Danemarcei, care a fost moștenitor prezumptiv al tronului din 1848 până în 1863.

## Primii ani

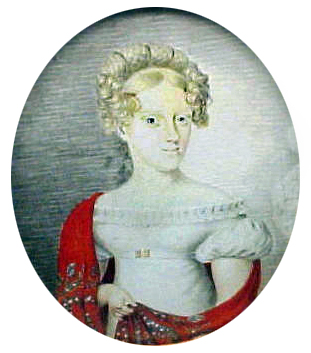
Prințesa Caroline, c. 1820

Prințesa Caroline s-a născut la Palatul Christiansborg la Copenhaga la 28 octombrie 1793. Părinții ei au fost Prințul Moștenitor Frederic (viitorul rege Frederic al VI-lea) și soția sa, Maria Sofia de Hesse. Pentru că bunicul patern, regele Christian al VII-lea era instabil mental, tatăl ei a fost regent din 1784.
Nașterea ei a fost bine primită de populație, frații ei murind la scurtă vreme după naștere. La nașterea ei s-a spus: «Denne er Dydens Løn, flere er Folkets Bøn!» ("Aceasta este premiul pentru virtute, răspunsul la rugăciunea poporului!")
Când ea avea patru luni, la 26 februarie 1794, Palatul Christiansborg a fost distrus de un incendiu. Prințesa s-a mutat cu părinții ei la Palatul Amalienborg unde a crescut, și petrecându-și verile la Palatul Frederiksberg. La moartea bunicului Christian în 1808, tatăl ei a devenit rege.
A avut o relație apropiată cu tatăl ei. Ea a primit o educație largă dar nu foarte amănunțită sau profundă. Caroline nu a fost descrisă ca fiind talentată sau frumoasă. L-a întâlnit pe Hans Christian Andersen în 1822 și a fost foarte interesată de aventurile și lucrările lui.

## Căsătorie

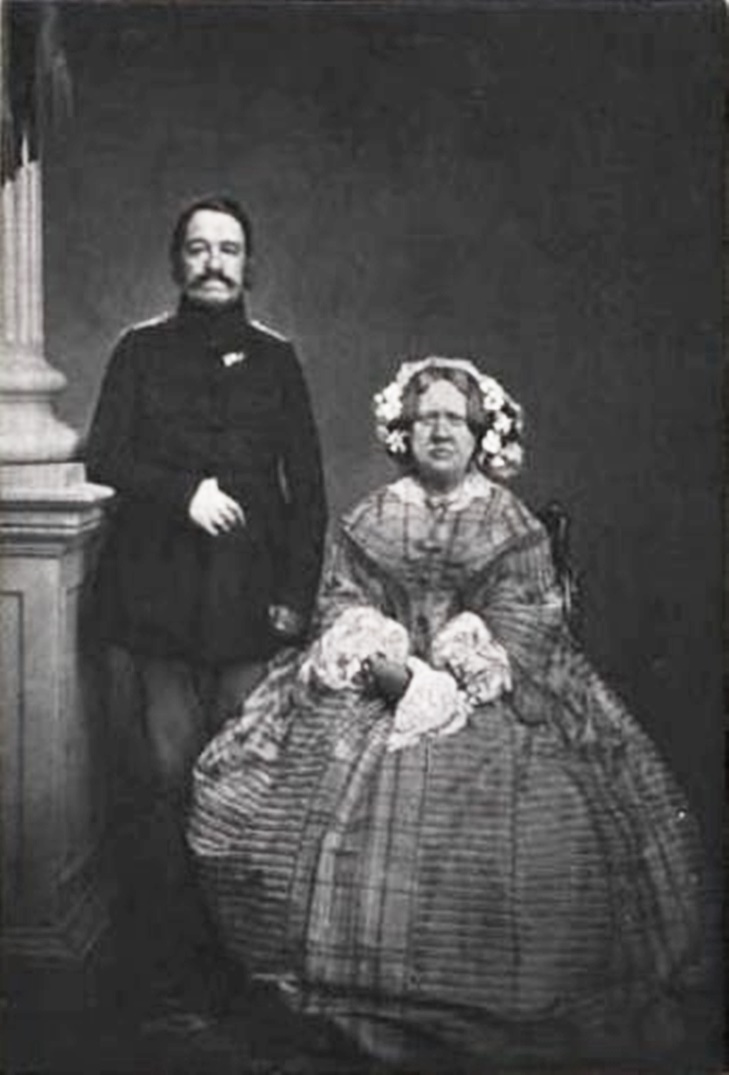
Prințesa Caroline și soțul ei Prințul Ferdinand, c. 1863.

Tatăl ei nu a avut fii care să fi supraviețuit și Caroline și sora ei Vilhelmine Marie erau excluse de la succesiune ca rezultat al Legii Salice. În ciuda acestui fapt, Caroline era numită înainte de căsătorie Prințesa Moștenitoare, fiind cel mai mare copil al regelui.
Au existat mai multe planuri de căsătorie pentru ea însă fără rezultate. Napoleon a sugerat în 1810 o căsătorie cu moștenitorul tronului suedez, Prințul Christian August de Augustenborg; deși tatăl ei nu a fost de acord, negocierile de căsătorie au început însă au fost întrerupte de decesul lui Christian August la scurtă vreme.
În 1812, ea a fost logodită cu unchiul ei Prințul Christian de Hesse, însă acesta a murit în 1814. În cele din urmă, la 1 august 1829, la Palatul Frederiksberg, ea s-a căsătorit cu vărul ei primar, Prințul Ferdinand al Danemarcei, care era al treilea în linia de succesiune la tron. Căsătoria a fost aranjată din rațiuni politice și a rămas fără copii.
În 1830, Caroline a suferit arsuri teribile într-un incendiu, care i-au desfigurat fața; ornamentul din părul ei a luat foc în timp ce ea citea în pat. Daunele aspectului ei au rămas permanente. În 1858 a suferit un accident asemănător, când brațul și umărul i-au ars atât de mult încât a avut dureri mari pentru tot restul vieții ei.

## Prințesă Ereditară
După decesul cumnatului ei, regele Christian al VIII-lea în 1848, soțul ei a devenit moștenitor prezumptiv la tronul Danemarcei și a primit titlul de Prinț Ereditar. Nu a devenit niciodată regină, soțul ei murind în 1863, cu cinci luni înaintea nepotului ei, regele Frederic al VII-lea. Tronul a trecut regelui Christian al IX-lea.
Soții au trăit la Palatul Bernstorffske Palæ, care a fost renovat pentru ei de regele Frederic al VI-lea, și nu au jucat un rol activ la curtea regală. În cele din urmă, Caroline a trăit destul de armonios cu soțul ei. Ea i-a tolerat adulterul și problemele financiare. După decesul tatălui ei în 1839, s-a distanțat de curte, vorbind de acele vremuri drept "domnia lui Papa".
A fost un mare patriot și obișnuia să spună că nu exista nici un motiv să călătorească, simțindu-se întotdeauna cel mai bine în Danemarca. Ea a fost, de asemenea, loială față de la Copenhaga și a rămas în timpul epidemiei de holeră din 1853 din loialitate față de oraș. Ea a fost descrisă ca fiind loială și punctuală.
Ca văduvă, ea a trăit o viață izolată, ocupându-se de plata datoriilor soțului ei. În ultimii ani, ea a surzit.
Prințesa Ereditară Caroline a murit la reședința ei din Copenhaga, la 31 martie 1881, la vârsta de 88 de ani.